# Cake (groupe)
Pour les articles homonymes, voir Cake.
Cake, typographié CAKE, est un groupe de rock alternatif américain, originaire de Sacramento, en Californie. Bien que son style musical soit la plupart du temps considéré comme de l'alternatif ou du rock indépendant, celui-ci est plutôt un mélange de nombreuses influences telles que le funk, le ska, le jazz, le rap et la country. Ce style particulier lui a valu d'être comparé à King Missile, Talking Heads, They Might Be Giants ou encore Soul Coughing.
Parmi ses principaux succès on peut citer The Distance, Never There, Sheep Go to Heaven, Rock 'n' Roll Lifestyle, No Phone, Short Skirt/Long Jacket ainsi que leur reprise de I Will Survive de Gloria Gaynor.

## Biographie

### Débuts (1991–1996)
Le groupe se forme en 1991 sous l'impulsion de John McCrea, qui cherche à percer depuis quelques années dans le milieu de la musique californienne. Il s'entoure du guitariste Greg Brown, du trompettiste Vincent Di Fiore, du bassiste Sean McFessel et du batteur Frank French. McFessel quitte rapidement le groupe pour se consacrer à ses études et est remplacé par Gabriel Nelson. En 1993, le single Rock 'n' Roll Lifestyle commence à circuler dans les environs de Sacramento. Quelque temps plus tard, le groupe produit, édite et distribue lui-même son premier album Motorcade of Generosity. Une copie parvient aux studios Capricorn Records qui font signer le groupe et assurent une distribution nationale de l'album. French et Nelson quittent le groupe et sont remplacés respectivement par Victor Damiani et Todd Roper.
Le second opus du groupe, Fashion Nugget, sort le 17 septembre 1996. Le single The Distance propulse le groupe sur le devant de la scène alternative. L'album est certifié disque de platine, et la popularité du groupe se confirme à la sortie du nouveau single I Will Survive.

### Suites (1997–2004)

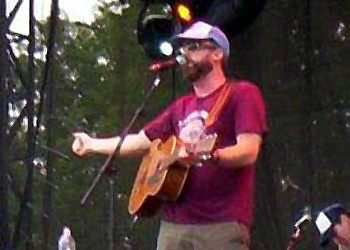
John McCrea de Cake.

L'année suivante, en 1997, Damiani et Brown quittent le groupe et forme un nouveau groupe, Deathray qui ne sortira pas son premier album avant l'an 2000. La défection des deux musiciens est un coup dur pour la formation et McCrea envisage un temps de mettre un terme à l'aventure. Finalement, il décide de poursuivre et parvient à faire revenir Gabe Nelson, le bassiste de leurs débuts. Pour pallier le départ de Damiani, McCrea décide d'engager des guitaristes d'appoint (ils seront cinq au total) au gré des enregistrements. Le troisième album, Prolonging the Magic, est ainsi réalisé en 1998. L'album confirme à ses détracteurs que Cake n'est pas une formation moribonde et rencontre un succès comparable à Fashion Nugget. Les singles Never There, Sheep Go to Heaven et Let Me Go rencontrent un franc succès sur les radios alternatives. Pour la tournée promotionnelle qui suit, l'un des guitaristes d'appoint, Xan McCurdy intègre la formation à plein-temps.
Au printemps 2000, Cake quitte Capricorn Records pour Columbia et sort l'année suivante son quatrième album Comfort Eagle. Sans doute l'album de la consécration, il se classe #13 dans les charts américains. Le single Short Skirt/Long Jacket connaît même quelques diffusions sur MTV. Le batteur Todd Roper quitte alors le groupe pour se consacrer à sa famille, il est remplacé par Pete McNeal lors de la tournée promotionnelle. Cake réalise ensuite son cinquième album Pressure Chief (2004). McNeal ne participe pas à l'enregistrement de l'album. Todd Roper, Matt McCord et Paulo Baldi assureront l'enregistrement de l'album en tant que musiciens invités et Baldi assurera également la tournée promotionnelle.

### Derniers événements (depuis 2005)
L'album live Live at the Crystal Palace initialement prévu pour l'automne 2006, est repoussé à 2007. Son single Short Skirt/Long Jacket est utilisé comme générique pour la série télévisée américaine Chuck ainsi que pour une publicité pour l'iPod nano d'Apple.
Après six ans sans sortir de nouvel album, Cake enregistre Showroom of Compassion en 2010, qui est publié le 11 janvier 2011. L'album est précédé par son premier single, Sick of You qui est publié en septembre 2010, et qui atteint la quatrième place du Billboard Alternative Songs Chart. L'album débute premier du Billboard 200 Albums Chart, avec 44 000 exemplaires vendus la première semaine de sa sortie,.
Le 26 février 2011, Cake joue pendant les Guitar Center Sessions à DirecTV. L'épisode comprend un entretien avec l'animateur Nic Harcourt. En septembre 2011, Cake publie un ouvrage visuel de 24 pages pour leur chanson Bound Away. Ils publient un coffret vinyle comprenant leurs six albums, pour le Record Store Day 2014. Un nouvel album est annoncé pour début 2014 ; cependant, en septembre 2014, McCrea admet qu'aucun album n'a encore été enregistré. En 2015, Gabe Nelson quitte le groupe pour mener un projet solo, ainsi que Paulo Baldi. Les bassistes Casey Lipka et Daniel McCallum assurent les tournées de 2016 à 2018. En 2018, Daniel McCallum est bassiste permanent, assurant également les chœurs.
Le 3 août 2018, Cake publie le single "Sinking Ship", annonçant leur prochain album. Une tournée européenne est annoncée en octobre 2018 pour janvier 2019, qui comprend des dates en Grande-Bretagne, au Luxembourg, et une dernière en France. Celle-ci, prévue le 26 janvier à la Salle Pleyel à Paris, bien que jouant a guichet fermée, est reportée pour cause d'extinction de voix du chanteur. Le concert sera finalement donné le 19 octobre à la Salle Pleyel.

## Membres
- John McCrea - chant, guitare, vibraslap
- Vincent DiFiore - trompette
- Xan McCurdy - guitare électrique
- Daniel McCallum - basse
- Todd Roper - batterie

Anciens membres
- Gabriel Nelson - basse, mandoline, guitare électrique, piano
- Paulo Baldi - batterie
- Victor Damiani - basse
- Pete McNeal - batterie
- Shon Meckfessel – basse
- Frank French – batterie
- Greg Brown - guitare, orgue

## Discographie

### Albums studio
- 1994 : Motorcade of Generosity
- 1996 : Fashion Nugget
- 1998 : Prolonging the Magic
- 2001 : Comfort Eagle
- 2004 : Pressure Chief
- 2007 : B-Sides and Rarities
- 2011 : Showroom of Compassion
- 2019 : Age of Aquarius

### Album live
- 2006 : Live at the Crystal Palace (Sortie repoussée en 2007)

### Singles
- 1993 : Rock 'n' Roll Lifestyle
- 1995 : The Distance
- 1997 : I Will Survive
- 1998 : Never There
- 1999 : Sheep Go to Heaven
- 1999 : Let Me Go
- 2001 : Short Skirt/Long Jacket
- 2004 : No Phone
- 2004 : Carbon Monoxide
- 2004 : Wheels
- 2010 : Sick of You
- 2011 : Long Time
- 2011 : Mustache Man (Wasted)
- 2018 : Sinking Ship